# Instituto de Patología Vegetal
El Instituto de Patología Vegetal (IPaVe) es una unidad funcional del Instituto Nacional de Tecnología Agropecuaria  (INTA) de Argentina. Forma parte del Centro de Investigaciones Agropecuarias (CIAP). Se especializa en enfermedades de plantas causadas por patógenos.

## Líneas de trabajo
Las principales líneas son:
- Diagnóstico de enfermedades en cultivos
- Identificación, caracterización y determinación de la diversidad genética de patógenos vegetales
- Desarrollo de sistemas de diagnóstico y estrategias de manejo de enfermedades
- Caractertización de la interacción planta-patógeno
- Definición de los mecanismos de resistencia

## Proyectos
Los proyectos en funcionamiento son:
- Caracterización y funcionalidad de la biota del suelo.
- Estrategias de manejo de sistemas productivos resilientes.
- Evaluación y desarrollo de sistemas de manejo integrado de las plagas en cultivos de cereales y oleaginosas.
- Identificación y desarrollo de protocolos para la detección de patógenos de importancia agrícola.

## Autoridades
- Director: Alejandro Lorenzo Giayetto